# Per Erlandsson (politiker)
Per Erlandsson, född omkring 1590 i Juansbo i Torsås socken, i nuvarande Kalmar län, död där den 22 januari 1682, var riksdagsman i bondeståndet, nämndeman och bonde på Juansbo kronohemman. 
Per Erlandsson representerade Södra Möre härad  vid riksdagarna 1643, 1647, 1650 och 1668. Den 20 november 1668 begärde han avsked som nämndeman på grund av hög ålder och svaghet.